# 鳴海竜明
鳴海 竜明（なるみ たつあき、2014年2月17日 - ）は、日本の子役、声優。劇団ひまわり所属。

## 人物
特技は歌唱。

## 出演作品

### 映画
- 雪の花-ともに在りて-（2025年）- 一太役
- ふつうの子ども（2025年）-4年1組のクラスメイト役

### テレビ番組
- 死亡フラグが立ちました!（2019年）
- 24 JAPAN（2020年） - 明智ヒロシ役
- きれいのくに（2021年） - 幼少期の誠也役
- 沁みる夜汽車（2021年・春）
- 突破FILE - ハヤト役
  - 雪洞に落ちた孫 - 翔太役
  - 渓流で溺れる子を救え! - 翔太役
- やっぱそれ、よくないと思う。（2023年）
- 彼女と彼氏の明るい未来（2024年）

### ラジオドラマ
- FMシアター
  - 「指の記憶」（2020年12月12日） - しんたろう役[2]
  - 『マイライフ・アズ・ア・ドッグ』（2022年1月22日） - 坂本優斗役[3]
  - 『心得』（2023年12月9日） - ジンペイ役[4]

### 国内アニメ
- 海辺のエトランゼ（2020年） - 幼少期の知花実央役

### 吹き替え
- Go! Go! コリー・カーソン:クリシーとあそぼう（2021年） - ボビー・ミニバン役
- ピノキオ（2022年） - 男の子役
- ピーター・パン&ウェンディ（2023年） - ニブス役
- ＡＢＵアジアこどもドラマ おはなしぽんぽん! 第１話 -タイ、香港-「サッカーがしたい!」(2023年) - BB役
- ワンス・アポン・ア・スタジオ -100年の思い出-（2023年）- モーグリ役[5]
- ＡＢＵアジアこどもドラマ こども・エール! 2日目 -香港-「月曜日は終わらない」（2024年）
- とびだせ！ワンダー・ペット（2024年）クジャク役、ダンゴムシ役

### 舞台
- スクルージ（2019年） - ティム役（日生劇場）
- ラビット・ホール（2022年） - ダニー役（KAAT 神奈川芸術劇場）
- みんな我が子－All My Sons－（2022年） - バート役（bunkamura シアターコクーン 森ノ宮ピロティホール）
- オペラ「ボリス・ゴドゥノフ」（2022年）（新国立劇場 オペラパレス）
- ミュージカル「GYPSY」（2023年）（東京芸術劇場 プレイハウス 森ノ宮ピロティホール）
- ミュージカル「空からの夢」東京公演（2024年）- 谷村アキラ役（渋谷区文化総合センター大和田 さくらホール）
- グッバイ、レーニン!（2025年） - ニコ役、フランク役（PARCO キャナルシティ劇場）

### その他
- BSよしもと「青空との約束 ～味の素冷凍食品の果てなき挑戦～」（2023年） - カメレオンのポチ役[6]